# Picolit
Le picolit est un cépage italien de raisins blancs probablement déjà connu des Romains. Son nom a été choisi en référence au petit volume des raisins (piccolo = petit).

## Origine et répartition géographique
Le cépage Picolit provient du nord de l’Italie. Il est probablement identique au Kéknyelű de Hongrie.
Il est classé cépage d'appoint en DOC Colli Orientali del Friuli et en Collio Goriziano. Il est classé recommandé dans la région du Frioul-Vénétie Julienne dans les provinces de Gorizia, Pordenone et d'Udine. En 1998, sa culture couvrait une superficie de 282 ha.

## Caractères ampélographiques
- Extrémité du jeune rameau cotonneux, blanc verdâtre à liseré carminé.
- Jeunes feuilles aranéeuses, vert blanchâtre.
- Feuilles adultes, 3 à 5 lobes avec des sinus supérieurs étroits peu profonds et à bords superposés, un sinus pétiolaire en U très large, des dents anguleuses, étroites et en deux séries, un limbe aranéeux.

## Aptitudes culturales
La maturité est de troisième époque tardive : 35 jours après le chasselas.

## Potentiel technologique
Les grappes et les baies sont de taille moyenne. La grappe est conique et lâche. Le cépage est de bonne vigueur mais sa production est très irrégulière en raison de la coulure des fleurs femelles.
Il donne des vins d'un jaune doré, liquoreux et très alcoolique pouvant titrer jusqu'à 17 %. Les excellents vins de dessert au nez de pêche et d'abricot atteignent des prix élevés.

## Synonymes
Le picolit est connu sous les noms de balafan, balafant, blaustengler, blaustingl weiss, Keknyelü, Kelner, Peccoleto bianco, Picolit, Picolit giallo (une variante du Picolit bianco), Piccolet, Piccoletta, Piccolit, Piccoliti bianco, Piccolino, Piccolito del Friuli, Piccolitto Friulano, Picoleto bianco, Picolit bianco, Pikolit, Pikolit weiss, Piros Keknyelü, Ranful weiss, Uva del Friuli et Wisellertraube weiss
.